# TV Весов
TV Весов (лат. TV Librae) — одиночная переменная звезда в созвездии Весов на расстоянии приблизительно 4118 световых лет (около 1262 парсеков) от Солнца. Видимая звёздная величина звезды — от +12,51m до +11,23m.

## Характеристики
TV Весов — белая пульсирующая переменная звезда типа RR Лиры (RRAB) спектрального класса A5-F5 или F0. Эффективная температура — около 6620 К.